# شعث (السبرة)

تعديل مصدري - تعديل

شعث محلة تابعة لقرية الحبيل، التابعة لعزلة بلادالجماعي بمديرية السبرة إحدى مديريات محافظة إب في الجمهورية اليمنية.، بلغ تعداد سكانها 79 حسب تعداد اليمن لعام 2004.